# Voglio dirti grazie/Le ragazze semplici
Voglio dirti grazie/Le ragazze semplici è un singolo della cantante italiana Orietta Berti pubblicato nel 1965 dalla casa discografica Polydor.

## Descrizione
La cantante col brano Voglio dirti grazie  partecipa per la prima volta al Festival delle Rose vincendo la manifestazione..

## Tracce
1. Voglio dirti grazie (Di Luciano Beretta, Alberto Anelli e Michele Del Prete)
2. Le ragazze semplici (Di Alberto Anelli, Mogol e Tommaso Biggiero).